# 步璿
步璿（？—？），临淮淮阴人。三国时东吴将领，丞相步骘孙，步协之子。
步协死后，步璿的兄长步玑袭爵为临湘侯。
鳳凰元年（272年），吴帝孫皓徵召步璿叔父步闡為繞帳督，步闡因為自父親開始已長駐西陵，如今却被徵召離開，擔心是被指失職以及會有處罰，於是據西陵投降西晉，并派步璿去洛阳为质。西晋因而任步璿为给事中、宣威将军，封都乡侯。孙皓派陆抗攻西陵，同年破城，包括步玑、步阐在内步氏一族几被夷灭，只有步璿因在洛阳，得以幸免。